# Рефлексивна гра
І́гри рефлекси́вні — клас ігор, в яких вибір стратегії гравцями відбувається на основі інформації про ранги рефлексії супротивників і матриці платежів на відміну від класичної теорії ігор, де супротивники мають відомості тільки про матрицю платежів.
Рефлексивною грою {\displaystyle \Gamma _{I}} називається гра, описувана наступним кортежем
{\displaystyle \Gamma _{I}=\{N,(X_{i})_{i\in N},f_{i}(\cdot )_{i\in N},\Omega ,I\},}
де {\displaystyle N} множина реальних агентів, {\displaystyle X_{i}} - множина припустимих дій агента {\displaystyle i,\,\,f(\cdot ):\Omega \times X'\rightarrow {\mathfrak {R}}} - його цілова функція, {\displaystyle i\in N,\,\,\Omega } - множина можливих значень невизначеного параметра, {\displaystyle I} структура інформованості (ієрархія уявлень). Усі елементи рефлексивної гри (окрім ієрархії уявлень) є спільним знанням серед агентів, тобто
1) усі елементи відомі усім агентам;
2) усім агентам відоме 1);
3) усім агентам відоме 2)
і так далі. Систему, яка розшаровується на її взаємодіючі рівні і представляється багаторівневим утворенням, можна моделювати іграшкою-матрьошкою (див. Фільтр).  
Рефлексивне управління - вплив на рішення, які приймає противник, через підсовування (нав'язування) йому таких початкових антецедентів (просилогізмів), на основі яких він виробляє прогнозований консеквент (наступний силогізм).   
Спір - спосіб затвердити противників у їх невірних уявленнях.     
Ранги рефлексії гравців визначаються так:
- Гравець має нульовий ранг рефлексії, якщо він приймає рішення відносно вибору стратегії виходячи тільки із відомостей про матрицю платежів, тобто, так, як і в класичній теорії ігор.
- Гравець має перший ранг рефлексії, якщо він вважає, що його противники мають нульовий ранг рефлексії.
- Взагалі, гравець з k-им рангом рефлексії вважає, що його противники мають k−1 ранг рефлексії. Він робить за них необхідні роздуми про вибір стратегії в обирає свою стратегію на основі знань про матрицю платежів і екстраполяції дій своїх противників.

Відомо, що у випадку гри двох гравців, має сенс розглядати лише з нульовим, першим и другим рангом рефлексії. Подальше збільшення рангу рефлексії в грі двох гравців не дає нічого нового. В іграх з n гравцями, проблема оцінки максимального рангу рефлексії, який варто розглядати, ще не розв'язана.